# شیخ غافل آل کثیر
شیخ غافل آل کثیر از نیاکان قبیله آل کثیر در خوزستان را بنیان‌گذار شبیه خوانی میدانی در خوزستان می‌دانند. او ۲۳۰ سال پیش به همراه نزدیکانش که از اهالی شوش بود در مسیر زیارت از کربلا با مراسم شبیه خوانی در شهر حله کشور عراق آشنا می‌شود.
طبق روایات افراد محلی شیخ غافل به یکی از نزدیکانش به نام زایر حسین می‌گوید که هر آنچه در این مراسم گفته می‌شود را مکتوب کند و سایرین نیز تصاویر را به حافظه بسپارند. همچنین برای خرید برخی ادوات مراسم شبیه خوانی مجبور می‌شود تعدادی از اسب و شترهایش را بفروشد تا لوازم مورد نیازش را تهیه کند.
شیخ غافل سال بعد، مراسم شبیه خوانی حسینی را برای اولین بار در منطقه بیت چریم یا شهر حر کنونی برگزار کرد و به مرور این مراسم به یکی از پرمخاطب‌ترین مراسم شبیه خوانی در سطح استان خوزستان بدل شد.

پاییز سال ۹۵ تعدادی از فعالان اجتماعی برای اولین بار همایشی با هدف معرفی این شخصیت در شهر شوش با حضور مسئولان محلی و استانی برگزار کردند.